# Neopisosoma angustifrons
Neopisosoma angustifrons är en kräftdjursart som först beskrevs av James Everard Benedict 1901.  Neopisosoma angustifrons ingår i släktet Neopisosoma och familjen porslinskrabbor. Inga underarter finns listade i Catalogue of Life.